# Кобзарь, Богдан Михайлович
Богда́н Миха́йлович Кобза́рь (укр. Богдан Михайлович Кобзар; род. 22 апреля 2002, Рожище, Волынская область) — украинский футболист, нападающий клуба «Левый берег».

## Биография
Богдан Кобзарь родился в Рожище, и начал заниматься футболом в родном городе. В 2015 году перешёл в футбольную школу луцкого клуба «Волынь» и начал выступать в юношеской команде клуба. В основной команде клуба дебютировал 30 июня 2020 года в матче украинской Первой лиги с клубом «Оболонь», выйдя на замену на 85-й минуте матча вместо Ростислава Волошиновича. Первый мяч в составе профессиональной команды забил 29 июля 2020 года в матче с запорожским «Металлургом». Всего сыграл в составе «Волыни» 40 матчей, в которых отличился 9 забитыми мячами.
В 2022 году Богдан Кобзарь перешёл в клуб Премьер-лиги «Александрия». Однако после проведённого сезона, в котором футболист отметился 1 мячом в 20 проведенных матчах, Кобзаря отдали в аренду в клуб Первой лиги «Диназ». Позже, в том же сезоне перешел в аренду в хмельницкое «Подолье», где за 9 матчей отличился 4 голами и стал лучшим бомбардиром команды.